# سقوط (فلم 2020)
سقوط (بالإنجليزية: Falling) فيلم دراما لعام 2020 كتبه وأخرجه فيجو مورتنسن في أول ظهور له في الإخراج. الفيلم من بطولة مورتنسن في دور جون بيترسون، وهو رجل مثلي الجنس في منتصف العمر يبدأ والده ويليس المصاب برهاب المثلية («الخوف من المثليين» أو الأشخاص الذين يتم التعرف عليهم أو اعتبارهم مثل السحاقيات أو المثليين) في إظهار أعراض الخرف، مما أجبره على بيع مزرعة العائلة والانتقال إلى لوس أنجلوس للعيش مع جون وزوجه.
عرض لأول مرة في مهرجان صندانس السينمائي في 31 يناير 2020.
اصدرته شركة مودرن فيلمز في المملكة المتحدة في 4 ديسمبر 2020، وأصدرته في الولايات المتحدة وكندا شركة كويفر للتوزيع وشركة مونجرل ميديا في 5 فبراير 2021.

## طاقم التمثيل
فيجو مورتنسن: في دور جون بيترسون
وليام هيلي: في دور جون بيترسون (البالغ من العمر 15 عامًا)
إتيان كيليتشي: في دور جون بيترسون (البالغ من العمر 10 سنوات)
جرادي ماكنزي: في دور جون بيترسون (البالغ من العمر 5 سنوات)
لانس هنريكسن: في دور ويليس بيترسون
سفيرير جودناسون: في دور الشاب ويليس بيترسون
لورا ليني: في دور سارة بيترسون
آفا كوزيلج: في دور سارة بيترسون (البالغة من العمر 10 سنوات)
كارينا باتريك: في دور سارة بيترسون (البالغة من العمر 5 سنوات)
هانا جروس: في دور جوين بيترسون
تيري تشين: في دور إريك بيترسون
إيلا جوناس فارلينجر: في دور بولا
براكين بيرنز: في دور جيل
ديفيد كروننبرغ: في دور طبيب

## ملخص أحداث الفيلم
يستقبل ويليس مورتنسن (لانس هنريكسن) مولوده الجديد بكلمات مؤلمة قائلاً: «أنا آسف لأنني أحضرتك إلى هذا العالم... حتى يمكن أن تموت». يعيش الطفل جون (فيجو مورتنسن) مع الأم المحبة، جوين (هانا جروس)، والأب الذي يعتنق الذكورة ويعيش وسط قواعد وأعراف تتبع بعناد الخطوط التقليدية والقيم العائلية. يصطحب ويليس ابنه الصغير وهو يصطاد البط ويسمح له بالضغط على الزناد. يعاني ويليس من حالة مزاجية، مما يؤدي في النهاية إلى إبعاد زوجته وإبعاد جون وأخته الصغرى سارة.
عندما يكبر ويليس ويبدأ في إظهار علامات الخرف، يحضر جون إلى منزله في كاليفورنيا ليتمكن من رعايته، ومع ذلك، في سنواته الأخيرة، يصبح ويليس أكثر سمية من أي وقت مضى. يتدفق تيار من التعليقات العنصرية والمعادية للمثليين من فمه باستمرار. جون، وهو مثلي الجنس، متزوج من رجل آخر ولديه ابنة بالتبني، ولكن على الرغم من تجربته المروعة عندما كان طفلاً مع والده، لا يزال يشعر بواجب رعاية ويليس. يخف غضب ويليس فقط عندما يتحدث إلى حفيدته، التي من الواضح أنه يحبها ويعاملها بمودة كبيرة، ومن ناحية أخرى، يتحمل جون إساءات والده التي لا نهاية لها بصبر ونضج، ويبدو أنه يميز شخصيته. يستغرق هذا الصبر وقتًا طويلاً حتى ينفد، لكن الحب، أو الإحساس بالواجب، يظل ثابتًا.

## الإنتاج والإصدار
تم الإعلان عن الفيلم في أكتوبر 2018، والفيلم هو أول تجربة إخراج وكتابة سيناريو للممثل الأمريكي فيجو مورتينسين (مواليد 1958). أعلن أن البطولة لفيجو مع لانس هنريكسن. أنضم كل من لورا ليني وهانا جروس وتيري تشين لطاقم التمثيل في مارس 2019. لم يكن مورتنسن ينوي في الأصل لعب الدور الرئيسي في الفيلم بنفسه، لكنه وجد أنه نظرًا لعدم وجود نجوم رئيسيين آخرين في فريق التمثيل تقريبًا، كان الالتزام بالتمثيل في الفيلم هو الطريقة الوحيدة التي تمكن من خلالها من تأمين تمويل الإنتاج.
على الرغم من أن الفيلم لم يكن جزءًا من سيرة مورتنسن الذاتية، إلا أنه تأثر بمشاعر نشأته. أحد المشاهد الأولى للفيلم حيث يقوم الطفل مورتنسن بإطلاق النار على بطة ويقرر إبقاء الطائر الميت كما حدث له في الواقع عندما كان طفلًا.
بدأ التصوير الرئيسي في مارس 2019، وكانت مواقع التصوير في لوس أنجلوس وشمال أونتاريو.
عرض الفيلم لأول مرة في مهرجان صندانس السينمائي في 31 يناير 2020. كما تخطط للعرض في مهرجان تورونتو السينمائي الدولي في سبتمبر 2020. أصدرته شركة مودرن فيلمز في المملكة المتحدة في 4 ديسمبر 2020، واصدرته في الولايات المتحدة وكندا شركة كويفر للتوزيع وشركة مونجرل ميديا في 5 فبراير 2021.

## استقبال الفيلم
منح موقع الطماطم الفاسدة الفيلم تقييماً مقداره 72% بناءاً على آراء 60 ناقداً سينمائياً، وكتب إجماع نقاد الموقع: «يمكن أن تكون طبيعة الفيلم مرهقة ومعقدة مثل العلاقة في جوهرها، ولكن من الواضح أن قلبها في المكان المناسب».
منح موقع ميتاكريتيك الفيلم تقييماً مقداره 66% بناءاً على آراء 15 ناقداً سينمائياً.
فاز الفيلم بجائزة سيباستيان لعام 2020 وجائزة الإنجاز المتميز في تحرير الصور من نقابة المخرجين الكندية، وحصل على خمسة ترشيحات لجائزة الشاشة الكندية في حفل توزيع جوائز الشاشة الكندية التاسع في عام 2021، لأفضل ممثل (هنريكسن)، أفضل إخراج فني أو تصميم الإنتاج (كارول سبير)، أفضل تصميم أزياء (آن ديكسون)، أفضل مونتاج (رونالد ساندرز) وأفضل كاستينغ (ديردري بوين).

## روابط خارجية
- مقالات تستعمل روابط فنية بلا صلة مع ويكي بيانات